# Skrillex
Skrillex, pseudonimo di Sonny John Moore (Los Angeles, 15 gennaio 1988), è un disc jockey, musicista, cantante e produttore discografico statunitense.
Skrillex è l'artista Dance elettronico con più vittorie  ai Grammy Awards (9). Dal 2011 è presente nella prestigiosa classifica Top100Djs della rivista Dj Magazine con il piazzamento più alto al nº 9 nel 2014, 2015 e nel 2016.

## Biografia

### Infanzia e primi gruppi (1988-2004)
Nato il 15 gennaio 1988 a Los Angeles, venne adottato da Scott e Francis Moore, amici di famiglia della sua madre biologica, Alejandra Fincher. Moore lo scoprì solo nel 2004, ormai quindicenne. Sonny ha tre fratelli. Dopo essersi trasferito a San Francisco da Los Angeles quando aveva due anni, ancora da bambino Moore ricevette la sua prima chitarra, con la quale scrisse canzoni per tutta la sua infanzia. A dodici anni, la famiglia Moore tornò a Los Angeles e lì iniziò ad esibirsi in piccoli concerti. A tredici anni, con un gruppo di amici, cominciò a suonare con il gruppo dubstep The Riots. Con la sua seconda band, gli Hazel-rah, virò verso uno stile più ambient/rock. Prese anche parte alla band At Risk, prima di entrare nei From First to Last all'età di sedici anni.

### From First to Last (2004-2007)
Moore contattò Matt Good dei From First to Last per suonare la chitarra per il loro album di debutto. In un secondo momento la band si accorse delle straordinarie abilità canore di Moore, che divenne il nuovo cantante. Nel giugno 2004, Epitaph Records distribuì il loro primo album Dear Diary, My Teen Angst Has a Body Count. Dopo diversi tour di successo, iniziarono a registrare il loro secondo album, Heroine. L'album fu distribuito nel marzo 2006. Heroine ebbe un discreto successo, finché Moore iniziò a soffrire di problemi vocali. Decise che era il momento di iniziare una carriera da solista ed informò la band.
La band pubblicò l'album omonimo l'anno successivo. Distribuirono anche un quarto album, Throne to the Wolves, nel 2010, prima di fermarsi definitivamente.

### Carriera solista (2007-presente)

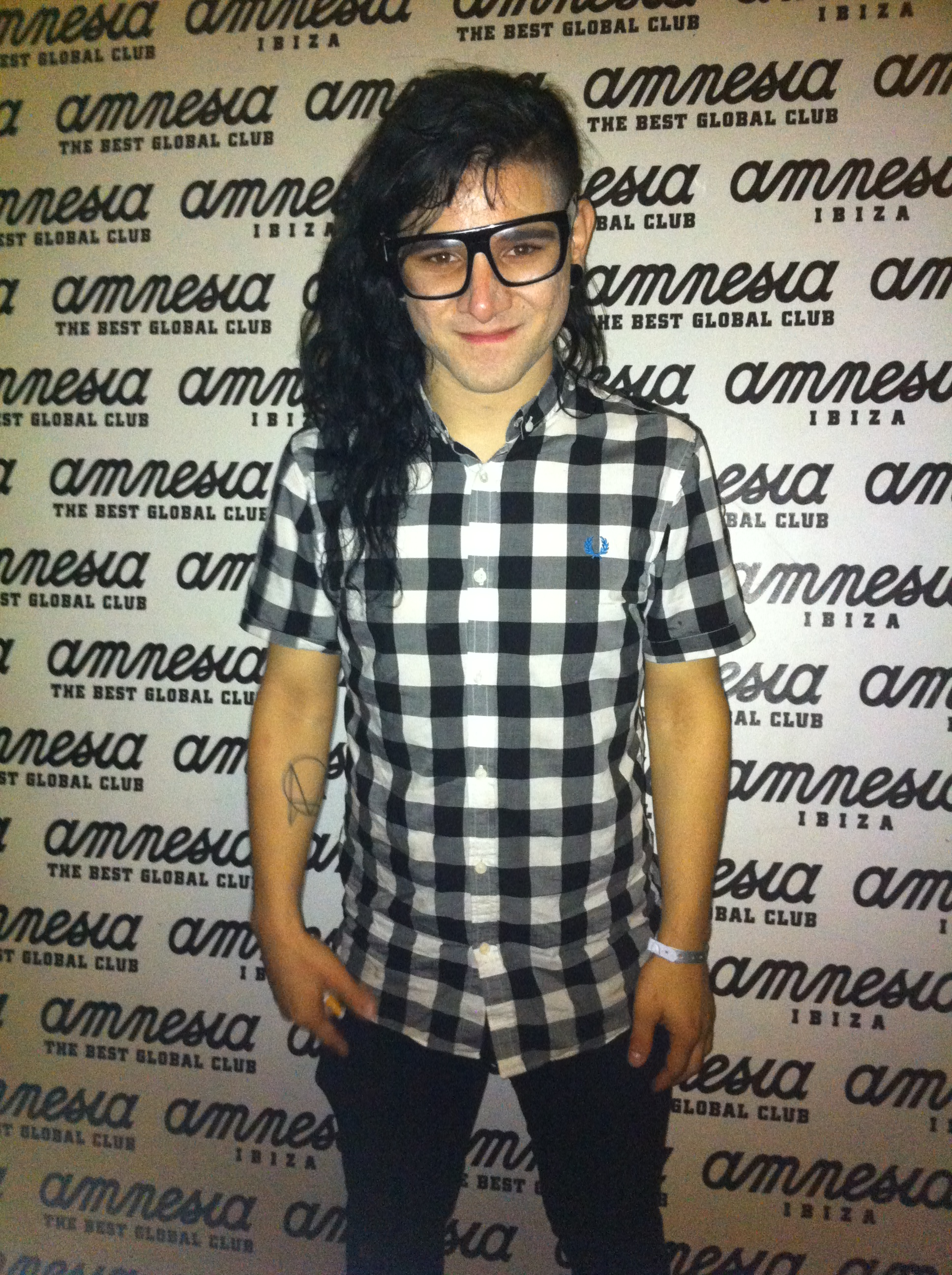
Skrillex all'Amnesia di Ibiza del 2012

Il 27 febbraio 2007, Moore annunciò l'abbandono dei From First to Last per proseguire una carriera da solista. Dopo mesi dalla pubblicazione di alcune demo su Myspace, Moore suonò nel Team Sleep Tour con una band completa; supportò anche i gruppi Monster in the Machine e Strata. Tutte le band che fecero parte del tour furono immortalate nella copertina dell'Alternative Press Magazine's annual 100 Bands You Need to Know.
Il 7 aprile 2009 uscì Gypsyhook EP, composto da 3 canzoni e 4 remix. Prese parte anche al tour Hollywood Undead nell'aprile 2009 sotto il nome di Sonny and the Blood Monkeys, con Chris Null (chitarra elettrica), Sean Friday (percussioni, batteria) e Aaron Rothe (tastiera, programmazione).
Nel 2010 Moore ha iniziato la propria attività come musicista EDM con lo pseudonimo Skrillex, pubblicando il suo EP di debutto My Name Is Skrillex il 7 giugno dello stesso anno; nel corso dell'estate ha collaborato con il gruppo metalcore britannico Bring Me the Horizon al loro terzo album There Is a Hell, Believe Me I've Seen It. There Is a Heaven, Let's Keep It a Secret, per poi pubblicare il secondo EP Scary Monsters and Nice Sprites, promosso da un tour nazionale con deadmau5.
Nell'aprile 2011, la rivista Spin premiò una canzone del gruppo nu metal statunitense Korn incisa insieme a Skrillex intitolata Get Up!. La collaborazione con il gruppo proseguì anche con Narcissistic Cannibal e Chaos Lives in Everything, usciti entrambi come singoli.

Logo di OWSLA, l'etichetta discografica di cui Moore è cofondatore.

Il 17 agosto 2011 Moore ha fondato insieme a Tim "Bitvargen" Smith, Kathryn Frazier, Blaise James e Clayton Blaha, l'etichetta discografica OWSLA, aprendo una vasta produzione ai generi come electro house, dubstep, progressive house, trap, glitch, rap e drum and bass. Il mese seguente è entrato nella Top 100 DJS di DJ Magazine alla diciannovesima posizione.
Nel corso del 2012 Skrillex ha pubblicato gli EP More Monsters and Sprites e Bangarang, riscuotendo un notevole successo. Il 12 febbraio 2012, alla cerimonia di consegna dei Grammy Awards, si aggiudicò tre premi: Best Dance Recording e Best Dance/Electronic Album con Scary Monsters and Nice Sprites e Best Remixed Recording, Non-Classical con Cinema. Nell'agosto 2012 ha ufficializzato attraverso YouTube e il suo sito un nuovo progetto assieme a Boys Noize chiamato Dog Blood, mentre nell'ottobre 2012 la rivista DJ Magazine lo ha inserito alla decima posizione dei 100 migliori DJ del mondo. Il DJ è anche apparso come cameo nel film Ralph Spaccatutto, uscito verso la fine del 2012.
Il 3 gennaio 2013 Skrillex ha pubblicato il quinto EP Leaving, mentre il mese seguente ha conquistato tre Grammy Award: Best Dance Recording e Best Dance/Electronica Album con Bangarang e Best Remixed Recording, Non Classical insieme ai Nero con Promises. Nel maggio dello stesso anno ha annunciato insieme a Diplo la creazione del gruppo Jack Ü, la cui loro prima esibizione è avvenuta il 15 settembre 2013 in occasione del Mad Decent Block Party tenuto a San Diego.
Il 18 marzo 2014 via OWSLA/Atlantic Records, è stato pubblicato il suo primo album in studio, intitolato Recess e che ha visto la partecipazione di numerosi artisti, quali Chance the Rapper, Michael Angelakos, Diplo, G-Dragon, CL delle 2NE1, Niki & The Dove. Il 17 settembre 2014 è stato pubblicato Take Ü There, primo singolo dei Jack Ü inciso in duetto con la cantante Kiesza. Il 17 dicembre, dopo aver pubblicato sul suo canale YouTube il video del singolo Fuck That, ambientato in Medio Oriente, è uscito quello per Dirty Vibe, realizzato con Diplo, CL e G-Dragon (frontman dei BigBang). Moore ha collaborato con la Red Bull alla produzione del documentario Let's Make a Spaceship, presentato in anteprima l'11 ottobre 2014 alle 22:00 presso l'ACL Festival dopo la sua esibizione. Il suo spettacolo e il documentario, sono disponibili sul sito web Red Bull TV.
Il 27 febbraio 2015 è uscito a sorpresa l'album di debutto dei Jack Ü Skrillex and Diplo Present Jack Ü, pubblicato in seguito al DJ set di 24 ore tenuto dal duo. Il disco è stato promosso dal secondo singolo Where Are Ü Now, inciso con il cantautore canadese Justin Bieber, uscito nel mese di aprile e che ha ottenuto un buon successo a livello mondiale; a fine ottobre 2015 è invece uscito il terzo singolo To Ü. Il 16 febbraio 2016 Skrillex e Diplo, durante la cerimonia di consegna dei Grammy Award, si sono aggiudicati due premi: "Best Dance Recording" per Where Are Ü Now e "Best Electronic/Dance Album" per Skrillex and Diplo Present Jack Ü. Con questi due premi, Skrillex è diventato il leader della classifica tra i DJ e produttori con otto Grammy Award vinti, superando i Daft Punk, fermi a quota sette.
Nel gennaio 2023 Skrillex è tornato sulle scene musicali attraverso la pubblicazione di tre singoli: Rumble (con Flowdan e Fred Again), Leave Me Like This e Xena, tutti volti ad anticipare il secondo album di inediti dell'artista, il primo a distanza di nove anni da Recess. Intitolato Quest for Fire, l'album è stato reso disponibile il 17 febbraio dello stesso anno; al suo interno figurano anche i singoli del 2021 Supersonic e Butterflies. Il giorno successivo è uscito anche il quarto album Don't Get Too Close, dal quale sono stati estratti i singoli Don't Go (con Justin Bieber e Don Toliver), Way Back e l'omonimo Don't Get Too Close, quest'ultimo caratterizzato da parti vocali dello stesso Skrillex, che ricopre per la prima volta il ruolo di cantante dopo 8 anni dall'ultima volta.
Ai sessantaseiesimi Grammy Awards, Skrillex si aggiudica il nono Grammy con il sopracitato brano Rumble.
Il 1 aprile 2025 Skrillex ha rilasciato un album mix intitolato "FUS" tramite un link Dropobox inviato via mail a coloro che si erano precedentemente iscritti alla sua mailing list. Successivamente nel corso della stessa giornata il suo quinto album intitolato "F*CK U SKRILLEX YOU THINK UR ANDY WARHOL BUT UR NOT!! <3" è stato rilasciato su tutti i principali servizi di streaming musicale.
Il 29 marzo 2025 è riapparso sul mainstage dell'Ultra Music Festival, dopo 10 anni di assenza. Il suo set, caricato dallo stesso Skrillex su YouTube, è un mix di vecchie hit, tracce mai rilasciate e nuove produzioni.

## Stile musicale
Riferendosi agli EP Scary Monsters and Nice Sprites (2010) e More Monsters and Sprites (2011), la rivista musicale Rumore ha definito lo stile musicale di Skrillex in questo modo:
 Skrillex ha inoltre dichiarato in un'intervista online che è stato un fan di lunga data della Warp Records, etichetta di musica elettronica che ha pubblicato le registrazioni di artisti come Aphex Twin e Squarepusher.

## Influenze
Skrillex ha citato Marilyn Manson, Nine Inch Nails e i The Doors come le sue influenze nella musica. L'artista ha inoltre dichiarato in un'intervista di essere un fan di lunga data di Warp, un'etichetta discografica di musica elettronica che ha pubblicato registrazioni di artisti come Aphex Twin e Squarepusher. In un'intervista per un documentario del 2015 sul duo francese Daft Punk, ha detto di essere stato esposto per la prima volta alla EDM dopo aver partecipato al loro set al Coachella del 2006.

## Vita privata
Ha frequentato la cantante britannica Ellie Goulding nel corso del 2012, per circa 9 mesi. La ragione della rottura sembrerebbe la distanza geografica che c'era tra i due.
Ha avuto una relazione durata circa un paio anni con la pittrice americana Charmaine Olivia. Nell'agosto del 2015, durante un'intervista radiofonica a 92.3 AMP Radio, Moore dichiarò di essere "felicemente single" e di essere "completamente concentrato sulla musica", confermando pubblicamente la fine della loro storia.
In un'intervista del 2015, Moore ha dichiarato che sebbene i suoi genitori praticassero il movimento religioso chiamato Scientology, lui non lo praticava. Ha spiegato che la musica sottrae la maggior parte del tempo che potrebbe teoricamente dedicare alla religione.
Sua madre è morta nel 2015. Nel gennaio 2023, Skrillex ha condiviso su X (ex Twitter) una serie di tweet in cui ha rivelato che la madre era venuta a mancare durante il secondo giorno del tour Lollapalooza in Sud America, aggiungendo che non aveva mai veramente affrontato il lutto e che aveva cercato di affogare il dolore nell'alcol per andare avanti. Ha aggiunto anche che il motivo della cancellazione delle sue apparizioni al Movement Detroit e al Sunset Music Festival di Tampa era proprio dovuto alla precarietà della sua salute mentale in quel periodo.
A novembre del 2015 Moore ha avuto uno scontro molto acceso su X (ex Twitter) con Deadmau5, il suo ex mentore. Deadmau5 aveva espresso pubblicamente disapprovazione per le collaborazioni di Skrillex con artisti pop come Justin Bieber e Diplo, in particolare per il singolo "Where Are Ü Now" del progetto Jack Ü. In risposta, Skrillex ha deciso di affrontarlo sul social, in una serie di tweet che criticano la sua gestione dell'etichetta discografica mau5trap e accusandolo di "bullismo".
(Skrillex)
(Deadmau5)
Dal 2024 Skrillex è stato visto più volte pubblicamente con la cantante, dj e modella Naisha Barghabi, con la quale ha anche collaborato al singolo "Talk To Me" insieme a Four Tet, uscito nel novembre 2024. Nonostante la relazione non sia stata ufficializzata dagli stessi, i due sono stati ripresi mentre si scambiavano effusioni in diversi contesti, come al Sunburn Festival 2024 in India.

## Discografia

### Da solista
- 2010 – My Name Is Skrillex
- 2010  – Scary Monsters and Nice Sprites
- 2011 – More Monsters and Sprites
- 2011 – Bangarang
- 2013 – Leaving EP
- 2014 – Recess
- 2023 – Quest for Fire
- 2023 – Don't Get Too Close
- 2025 – Fuck U Skrillex You Think Ur Andy Warhol but Ur Not!! <3

### Con i Jack Ü
- 2015 – Skrillex and Diplo Present Jack Ü

## Filmografia
- Let's Make a Spaceship: Skrillex Mothership Tour 2014 (2014)